# Azuqueca de Henares
Azuqueca de Henares – gmina w Hiszpanii, w prowincji Guadalajara, w Kastylii-La Mancha, o powierzchni 19,68 km². W 2011 roku gmina liczyła 35 146 mieszkańców.